# Bohdašín (okres Rychnov nad Kněžnou)
Bohdašín (německy Bochdaschin) je obec, položená v podhůří Orlických hor, při silnici vedoucí z Dobrušky na Nový Hrádek, na severním okraji okresu Rychnov nad Kněžnou v nadmořské výšce 485 metrů. Žije zde 203 obyvatel. Obec se člení na dvě části, vlastní Bohdašín a osadu Vanovka. Také k ní přísluší osady Bydlo a Rokole.

## Historie
První písemná zmínka o obci pochází z roku 1544.

### Exulanti
Z obce Bohdašín po slezské válce z náboženských důvodů prokazatelně uprchli: Alžběta Rejzková, Jan Rejzek a Josef Rejzek.

## Památky v okolí
- Venkovský dům čp. 6
- Zřícenina hradu Frymburk
- Rokole – Poutní místo s kostelem Panny Marie, kapličkou u studánky s údajně zázračnou vodou, s křížovou cestou a první originální svatyňkou v Čechách (kopií původní kapličky v Schönstattě).